# Akita Shinkansen
Akita Shinkansen (jap. 秋田新幹線) – linia kolejowa, stanowiąca część sieci superekspresów Shinkansen w Japonii. Obsługuje regiony: Kantō i Tōhoku. Łączy Tokio i Akitę w prefekturze Akita. 

## Przebieg
Z Tokio do Morioki w prefekturze Iwate pociągi tej linii wykorzystują tory Tōhoku Shinkansen. Od Morioki do Ōmagari biegnie razem z linią Tazawako-sen. Natomiast od Ōmagari do Akity razem z linią Ōu-honsen.

## Stacje
Na odcinku od Tokio do Morioki stacje są takie same jak na linii Tōhoku Shinkansen. Poniżej przedstawiono stacje na odcinku od Morioki.
| Stacja      | Japoński | Odległość (km) | Odległość (km) | Przesiadki                                                                  | Lokalizacja | Lokalizacja |
| Stacja      | Japoński | od Tokio       | od Morioki     | Przesiadki                                                                  | Lokalizacja | Lokalizacja |
| ----------- | -------- | -------------- | -------------- | --------------------------------------------------------------------------- | ----------- | ----------- |
| Morioka     | 盛岡     | 535.3          | 0.0            | Tōhoku Shinkansen, Tōhoku-honsen, Yamada-sen, Tazawako-sen, Iwate Ginga-sen | Morioka     | pref. Iwate |
| Shizukuishi | 雫石     | 552.9          | 16.0           | Tazawako-sen                                                                | Shizukuishi | pref. Iwate |
| Tazawako    | 田沢湖   | 579.4          | 40.1           | Tazawako-sen                                                                | Semboku     | pref. Akita |
| Kakunodate  | 角館     | 600.0          | 58.8           | Tazawako-sen, Akita Nairiku-sen                                             | Semboku     | pref. Akita |
| Ōmagari     | 大曲     | 618.5          | 75.6           | Ōu-honsen, Tazawako-sen                                                     | Daisen      | pref. Akita |
| Akita       | 秋田     | 670.2          | 127.3          | Ōu-honsen, Uetsu-honsen, Oga-sen                                            | Akita       | pref. Akita |

## Pociągi
Linię obsługują pociągi Komachi, tworzone z siedmiu wagonów serii E6, sczepianych na odcinku od Tokio do Morioki z pociągiem Hayabusa serii E5. Na odcinku wspólnym z Tōhoku Shinkansen Komachi osiąga prędkość do 320 km/h. Natomiast na odcinku od Morioki do Akity porusza się jako 7 niezależnych wagonów, osiągając prędkość maksymalną 130 km/h. Na całej długości trasy pociągi Komachi osiągają średnią prędkość 156 km/h i minimalny czas 4 h. Na skróconej trasie z Sendai do Akity jest to odpowiednio 105 km/h oraz czas 2 h 51 min.
Ponadto linię obsługują pociągi Super Komachi osiągające na całej trasie średnią prędkość 166 km/h i czas minimalny 3 h 45 min.

## Budowa
Linia ta została otwarta 22 marca 1997 roku. Wykorzystuje ona na całej długości tory innych linii kolejowych, jednak dla celów kolei Shinkansen, konieczna była przebudowa części torowisk. 75-kilometrowy odcinek linii Tazawako-sen został całkowicie przebudowany z wąskotorowego (1067 mm) na normalnotorowy (1435 mm). Z kolei na 52-kilometrowym odcinku wspólnym z Ōu-honsen powstało 13 km toru mieszanego (trzy szyny) i 39 km torów normalnej szerokości, biegnących równolegle do torów wąskich.